# Algebra di divisione
In matematica, in particolare nell'ambito dell'algebra astratta, un'algebra di divisione è un'algebra in cui l'operazione di divisione è, in un certo senso, possibile.

## Definizione
Sia {\displaystyle D} un'algebra su un campo tale da non consistere del solo elemento nullo. Se per ogni elemento {\displaystyle a} ed ogni altro elemento non-nullo b di {\displaystyle D} esiste esattamente un elemento {\displaystyle x} di {\displaystyle D} tale che {\displaystyle a=bx}, ed esattamente un elemento {\displaystyle y} di {\displaystyle D} tale che {\displaystyle a=yb}, allora {\displaystyle D} è un'algebra di divisione.
Per algebre associative, la definizione può essere semplificata: un'algebra associativa su un campo è un'algebra di divisione se e solo se possiede un'identità moltiplicativa diversa dall'elemento nullo ed ogni elemento non nullo ammette un inverso moltiplicativo (ossia per ogni {\displaystyle a} dell'algebra esiste un {\displaystyle x} tale che {\displaystyle ax=xa=1}, ove {\displaystyle 1} è l'identità moltiplicativa dell'algebra).

## Esempi
Uno degli esempi più semplici di algebra di divisione associativa è costituito dall'algebra dei numeri reali {\displaystyle \mathbb {R} }.
Salendo di dimensione si trova l'algebra reale dei numeri complessi {\displaystyle \mathbb {C} }. Per il teorema di Gelfand-Mazur, ogni algebra di Banach che sia anche un'algebra di divisione è isomorfa a {\displaystyle \mathbb {C} }.
I quaternioni {\displaystyle \mathbb {H} } sono un esempio di algebra di divisione non commutativa sui reali.